# Canon EOS 30
Canon EOS 30/33 (còn được gọi là EOS Elan 7e/7) là máy ảnh phản xạ ống kính đơn từ sê-ri EOS của Canon, được phát hành vào tháng 10 năm 2000. Máy ảnh này được bán tại Nhật Bản dưới tên EOS 7. Máy ảnh EOS 30/ELAN 7E có khả năng lấy nét được điều khiển bằng mắt trong khi EOS 33/ELAN 7 thì không. Nếu không thì hai camera giống hệt nhau. Nó đã được thay thế bằng một bản cập nhật nhỏ với EOS 30V/ELAN 7N.

## Liên kết ngoài

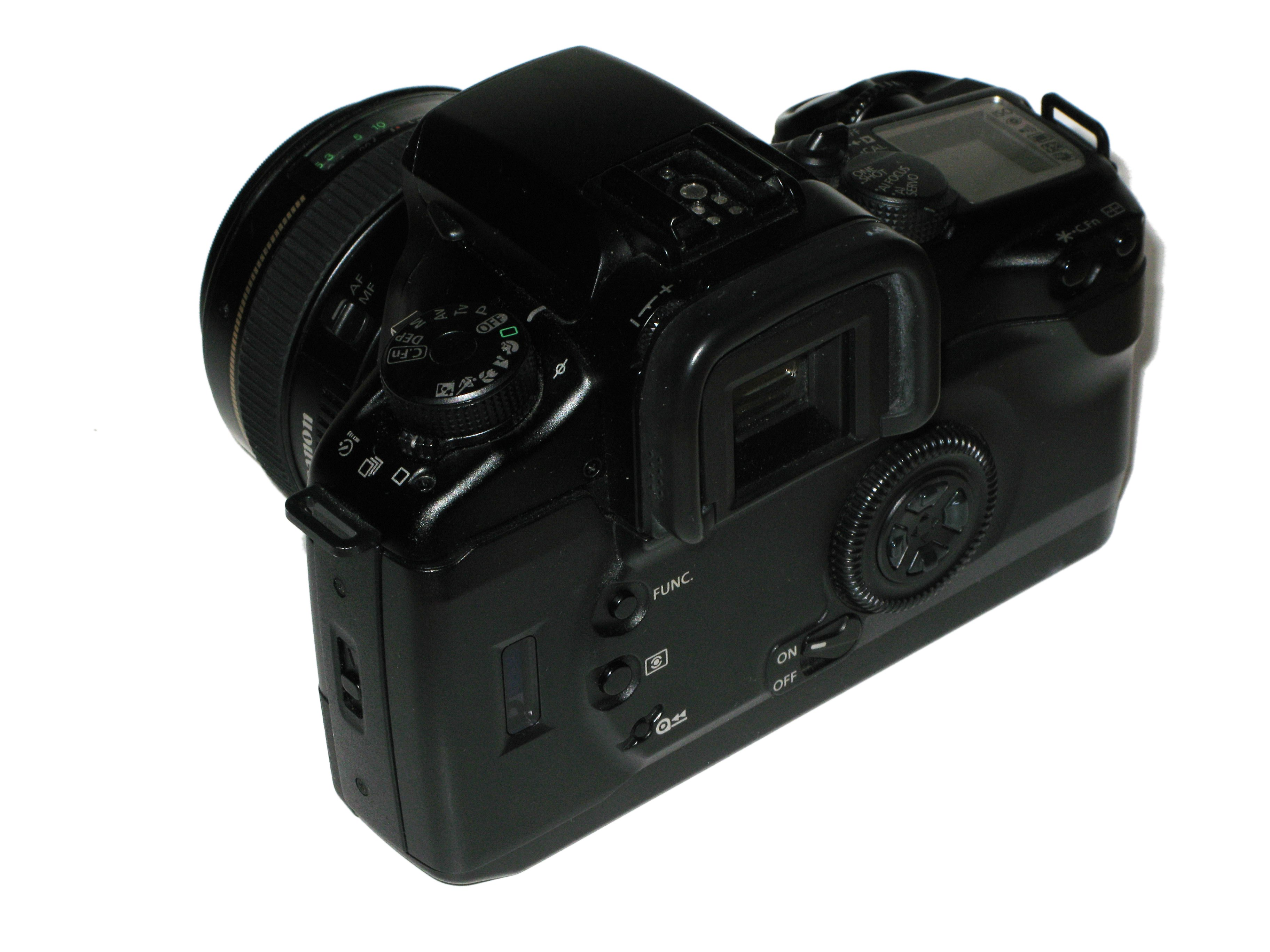
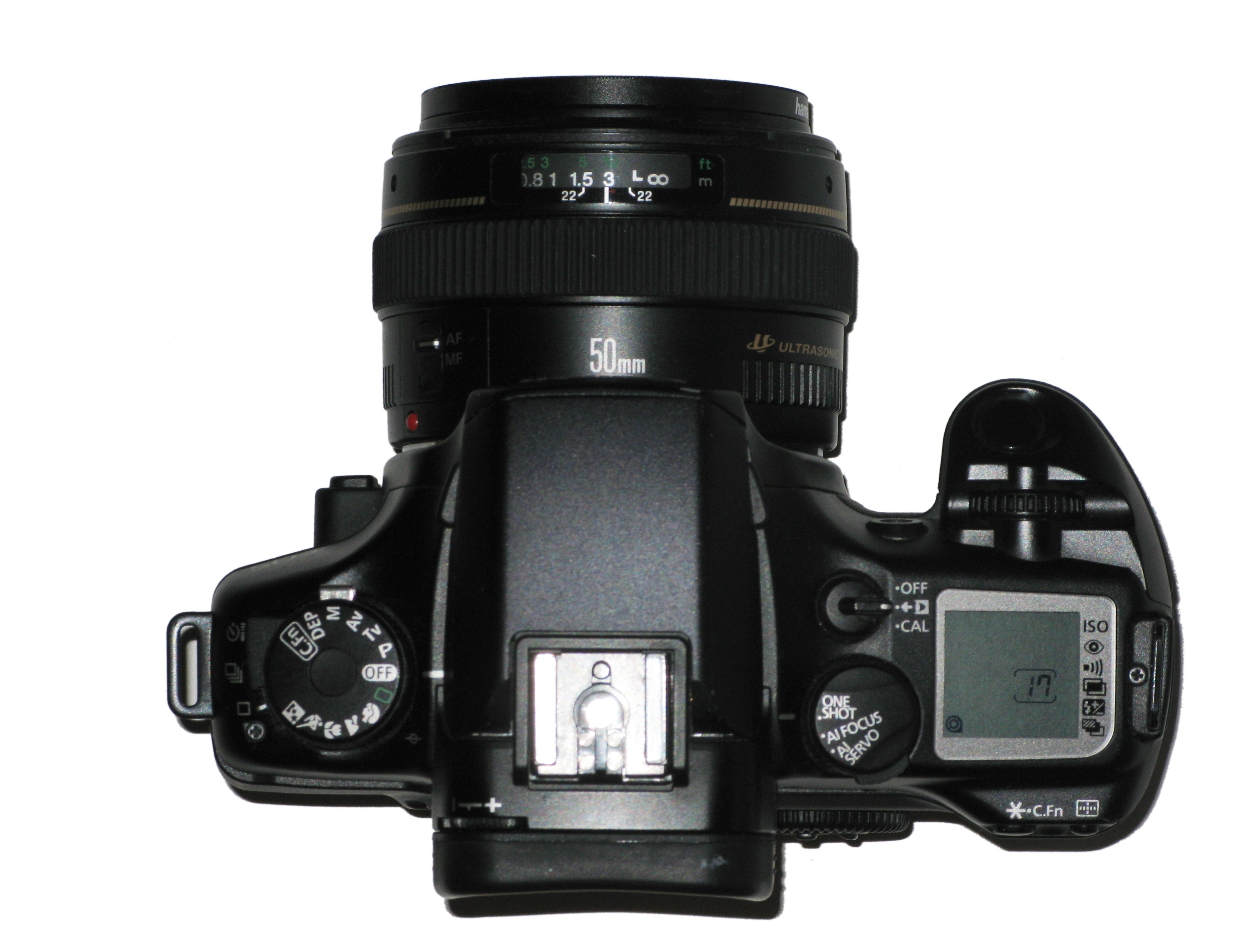